# Léon ou le Château de Monténéro
Léon ou le Château de Monténéro (Léon eller Slottet Monténéro) är en fransk opera i tre akter med musik av Nicolas Dalayrac och libretto av François-Benoît Hoffmann efter Ann Radcliffes roman Udolphos mysterier (The Mysteries of Udolpho) (1794).

## Historia
Léon är en av Dalayracs gotisk operor. Dalayracs musik innehåller fem olika motiv som återkommer genom operan i minnen och hågkomster på olika dramatiska sätt. Operan hade premiär den 15 oktober 1798 på Opéra-Comique i Paris.
Handlingen rör en lång fejd mellan huvudmännen för ätterna Monténéro (Léon) och Fondi (Romualde). Romualdes dotter Laure, hennes älskade Louis samt hennes amma Vénérande tillfångatas av Léons män. De hålls inspärrade i separata rum i hans slott. Léon hotar att gifta sig med Laure men hålls tillbaka endast av hennes hot om självmord. Tack vare hjälpen av Léons missgynnade hovman Ferrant, lyckas Louis övermanna Léon och föra honom inför rätta.